# Brécy-Brières
Brécy-Brières ist eine französische Gemeinde mit 76 Einwohnern (Stand 1. Januar 2022) im Département Ardennes in der Region Grand Est (vor 2016 Champagne-Ardenne). Sie gehört zum Arrondissement Vouziers, zum Kanton Attigny und zum Gemeindeverband Argonne Ardennaise.

## Geografie
Die Gemeinde wird von der Aisne durchflossen, welche einen Teil der nordöstlichen Gemeindegrenze bildet. Im südlichen Teil mündet der Zufluss Alin (manchmal auch Allin geschrieben) in die Aisne. Umgeben wird Brécy-Brières von den Nachbargemeinden Challerange im Süden und Südwesten, Saint-Morel im Westen, Savigny-sur-Aisne im Nordwesten, Olizy-Primat im Norden und Nordosten sowie Mouron im Südosten.

## Bevölkerungsentwicklung
| Jahr                       | 1962 | 1968 | 1975 | 1982 | 1990 | 1999 | 2006 | 2011 | 2018 |
| -------------------------- | ---- | ---- | ---- | ---- | ---- | ---- | ---- | ---- | ---- |
| Einwohner                  | 146  | 109  | 93   | 84   | 73   | 84   | 92   | 70   | 79   |
| Quellen: Cassini und INSEE |      |      |      |      |      |      |      |      |      |

## Sehenswürdigkeiten

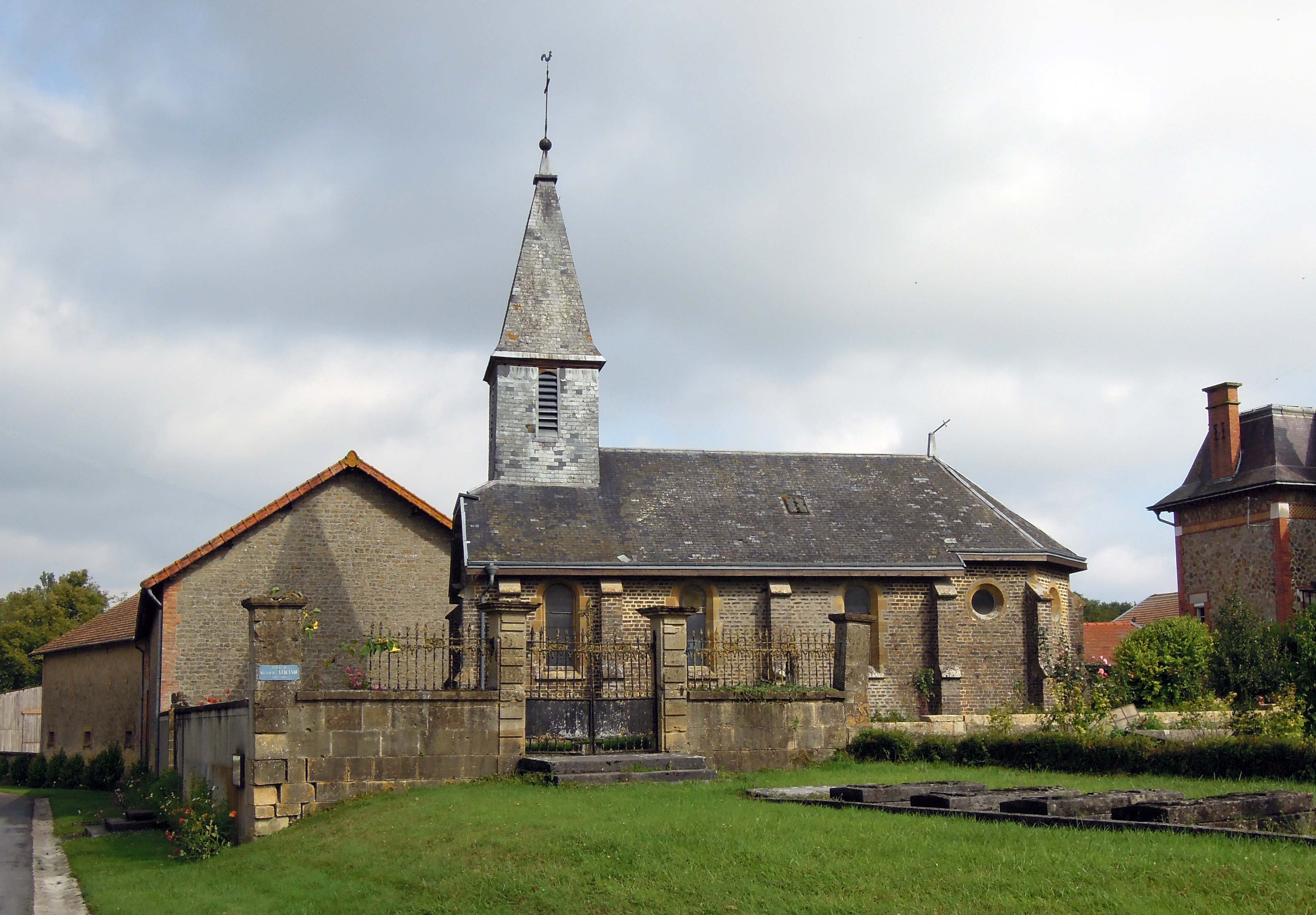
Kirche Saint-Martin

- Kirche Saint Rémi im Ortsteil Brécy
- Kirche Saint-Martin im Ortsteil Brières, erbaut im 16. Jahrhundert, Monument historique seit 1928[1]

## Persönlichkeiten
- Étienne Lancereaux (1829–1910), Arzt und Diabetologe